# Chuồng trại

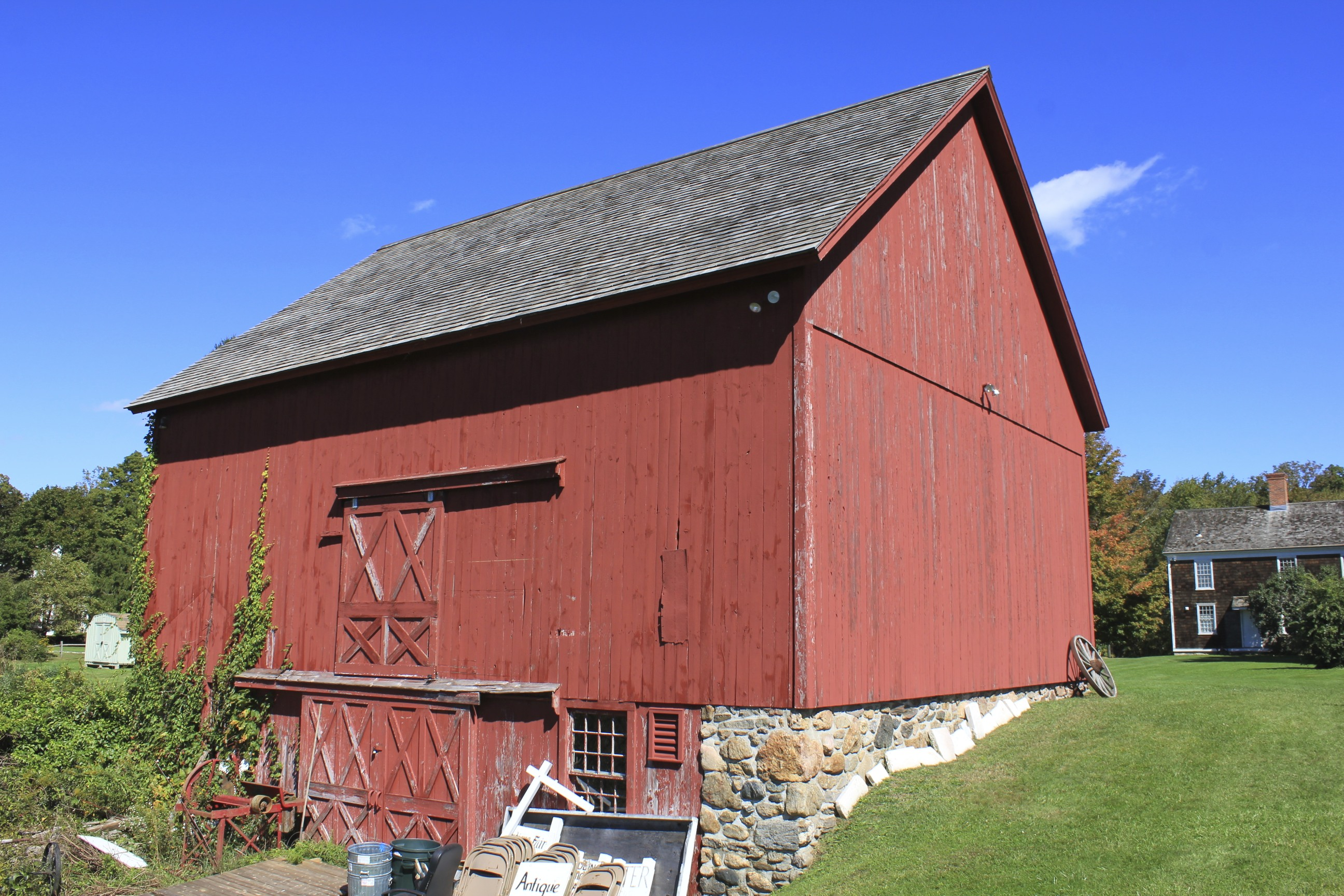
Gỗ đóng khung với mặt ván dọc là điển hình ở thời kỳ đầu New England. Màu sơn đỏ là màu truyền thống. Chụp tại vùng Connecticut.

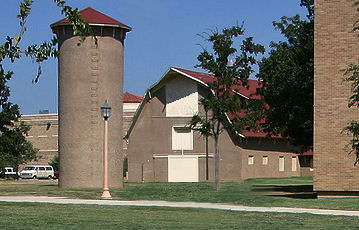
Trường Cao đẳng Công nghệ Texas, Chuồng trại lấy sữa ở Lubbock, Texas, Hoa Kỳ, được sử dụng làm nơi giảng dạy cho đến năm 1967.

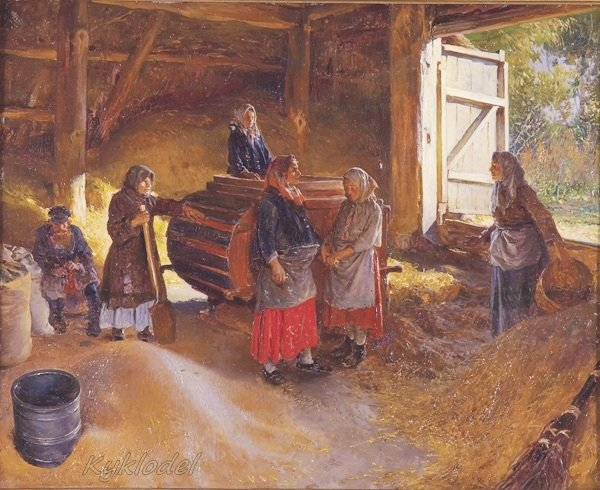
Phụ nữ Nga sử dụng máy tời cầm tay chạy bằng tay trong chuồng đập lúa. Lưu ý bảng trên cửa ra vào để ngăn ngũ cốc tràn ra khỏi chuồng, đây là nguồn gốc của từ threshold - ngưỡng. Tranh vẽ từ năm 1894 của Klavdy Lebedev có tiêu đề là sàn nhà hoặc sàn đập lúa (Гумно).

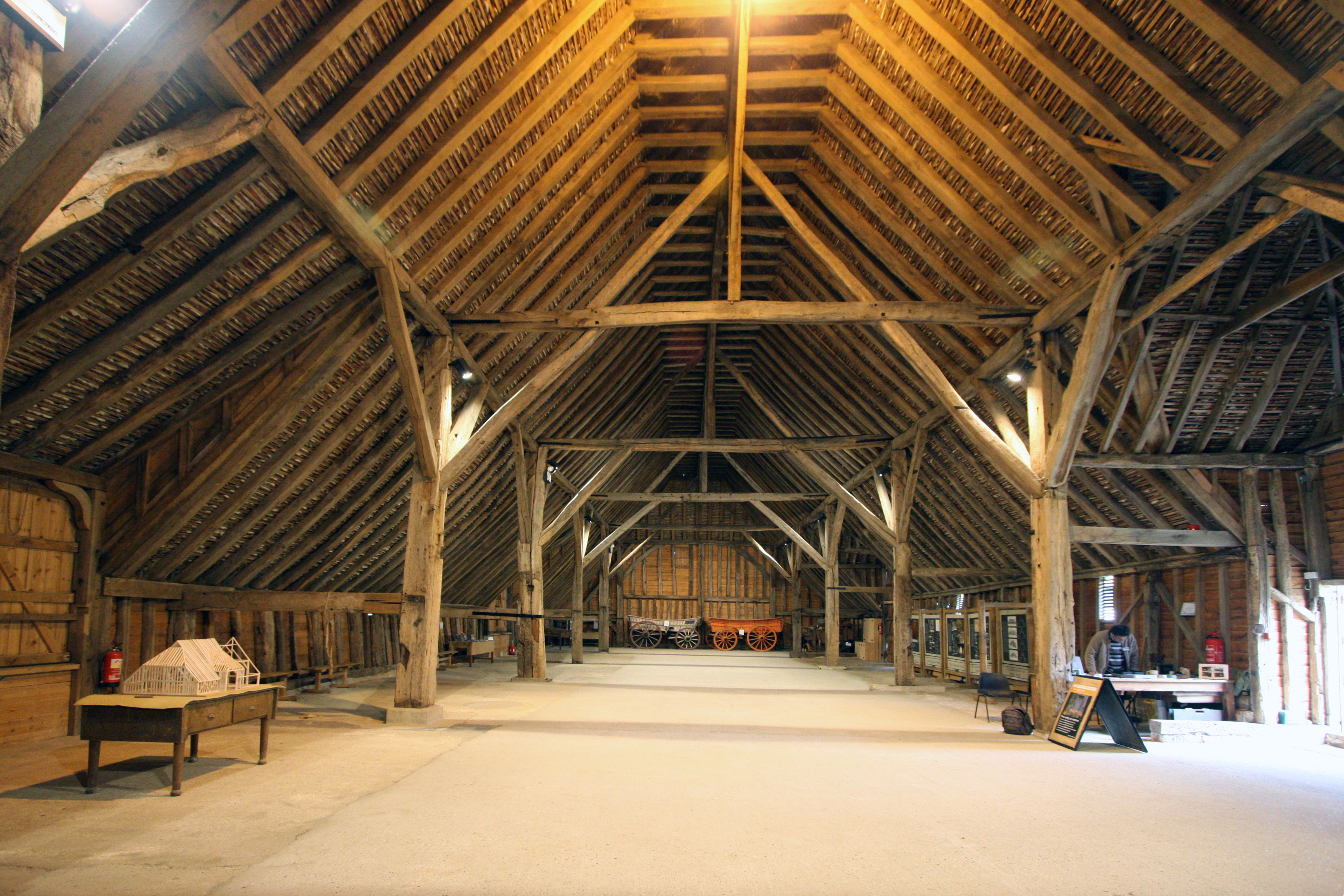
Grange Barn, Coggeshall, Anh, ban đầu là một phần của tu viện Cistercian ở Coggeshall. Dendrochronological có niên đại từ 1237 Ném1269, nó được khôi phục vào những năm 1980 bởi Coggeshall Grange Barn Trust, Hội đồng quận Braintree và Hội đồng hạt Essex.

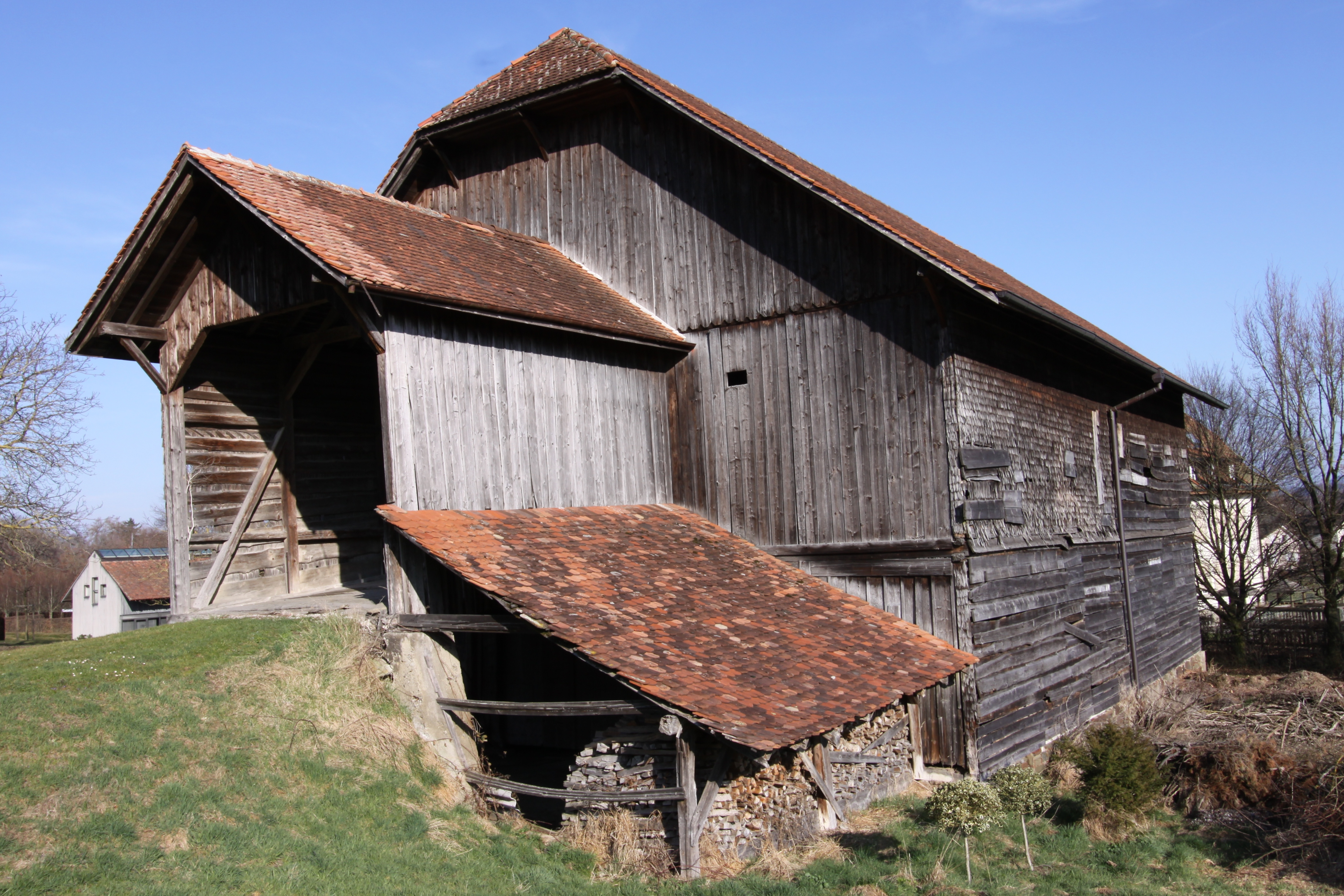
Một nhà kho cầu nối ở Thụy Sĩ. Cây cầu (chứ không phải là một đoạn đường nối) trong trường hợp này cũng che chở cho động vật nuôi.

Chuồng hay chuồng trại là một tòa nhà trong nông nghiệp thường ở các trang trại và được sử dụng cho nhiều mục đích khác nhau. Trong khu vực Bắc Mỹ, chuồng đề cập đến các cấu trúc nuôi gia súc, bao gồm cả bò và ngựa, và cũng là nơi lưu trữ thiết bị và thức ăn gia súc, và cả ngũ cốc. Do đó, thuật ngữ chuồng thường kèm theo tiêu chuẩn, ví dụ như chuồng thuốc lá, chuồng bò sữa, chuồng cừu, chuồng khoai tây. Ở Quần đảo Anh, thuật ngữ chuồng trại bị hạn chế chủ yếu ở các cấu trúc lưu trữ cho các loại ngũ cốc và thức ăn gia súc chưa được nấu chín, các thuật ngữ byre hoặc shippon được áp dụng cho chuồng bò, trong khi ngựa được giữ trong các tòa nhà được gọi là stable (chuồng ngựa). Tuy nhiên, trên lục địa châu Âu, chuồng trại thường là một phần của các cấu trúc tích hợp được gọi là byre-dwellings (hay housebarn trong văn học Hoa Kỳ). Ngoài ra, chuồng trại có thể được sử dụng để lưu trữ thiết bị, như một nơi làm việc được bảo hiểm và cho các hoạt động như đập lúa.

## Lịch sử
Chuồng hiện đại chủ yếu được phát triển từ chuồng trại 3 lối đi thời Trung cổ, thường được gọi là chuồng tithe hoặc chuồng tu viện. Loại chuồng trại này, đến lượt nó, bắt nguồn từ một truyền thống xây dựng từ thế kỷ 12, cũng được áp dụng trong các hội trường và các tòa nhà giáo hội. Vào thế kỷ 15, hàng ngàn nhà kho/chuông trại khổng lồ này đã được xây dựng ở Tây Âu. Theo thời gian, phương pháp xây dựng của nó đã được các trang trại bình thường áp dụng và nó dần dần mở rộng đến các tòa nhà đơn giản hơn và các khu vực nông thôn khác. Theo quy định, chuồng ngựa có cửa ra vào lớn và hành lang cho các toa xe chở hàng. Các tầng lưu trữ giữa các vị trí trung tâm hoặc trong lối đi được gọi là bays hoặc mows (xuất phát từ moye Trung Pháp).
Các loại chính là chuồng lớn với lối đi ngang, chuồng nhỏ gọn với lối vào trung tâm và chuồng nhỏ hơn có lối đi ngang. Loại chuồng nhỏ này cũng lan rộng sang Đông Âu. Bất cứ khi nào các bức tường đá được áp dụng, khung gỗ có lối đi thường nhường chỗ cho các tòa nhà đơn tấm. Một loại đặc biệt là byre-dwelling, bao gồm khu nhà ở, khu đất và chuồng ngựa, chẳng hạn như trang trại Frisian hoặc ngôi nhà vùng Vịnh và ngôi nhà Rừng Đen. Tuy nhiên, không phải tất cả đều phát triển từ chuồng trại thời Trung cổ. Các loại khác có nguồn gốc từ nhà dài thời tiền sử hoặc các truyền thống xây dựng khác. Một trong những nhà khác là ngôi nhà Low German (hội trường), trong đó thu hoạch được cất giữ trên gác mái. Trong nhiều trường hợp, chuồng thuộc địa ở Tân Thế giới phát triển từ nhà Low German, mà đã được chuyển đổi thành chuồng trại thực sự của những người thực dân thế hệ đầu tiên đến từ Hà Lan và Đức.